# Station Czuprynowo
Station Czuprynowo is een spoorwegstation in de Poolse plaats Czuprynowo.